# Józef Dwornik
Józef Dwornik (ur. 14 lutego 1865 w Ostrowie, zm. 14 lipca 1934 w Ostrowie) – polski drukarz i wydawca, animator ruchu śpiewackiego.
Józef Dwornik był synem szewca Walentego i Marianny z Gieprzów. Animator ruchu śpiewackiego. Od 1888 był współzałożycielem Towarzystwa Śpiewackiego, jednego z pierwszych w Ostrowie. Będąc dorastającym chłopcem zatrudnił się w drukarni Niemca A. Hoffmana, którą kierował podczas I wojny światowej. W 1918 został pierwszym redaktorem i wydawcą „Orędownika Ostrowskiego”. Przeniósł w latach 1929–1930 wydawnictwo do własnej nowej drukarni przy ul. Wrocławskiej 34 w Ostrowie. Oprócz „Orędownika Ostrowskiego” wydawał również „Kalendarze Roczne”  w formie książkowej. W Ostrowie uhonorowany ulicą swojego imienia.
W latach 1864–1903 był żonaty z Magdaleną Iwańską z którą miał kilkoro dzieci, a w 1904 ożenił się z Michaliną Wasiewicz.